# Altkamerun

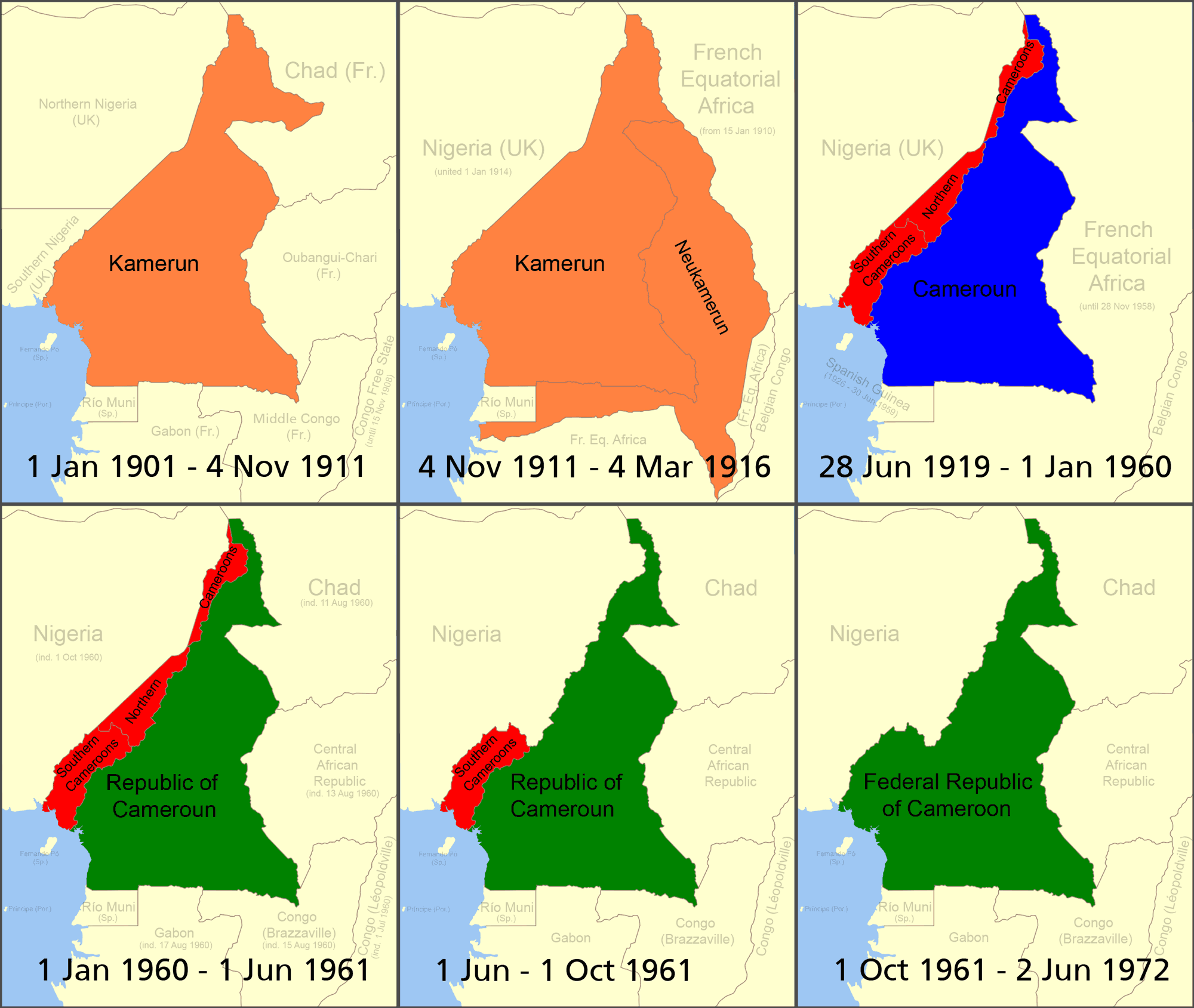
Le Cameroun au cours du temps.
Kamerun allemand
Cameroons britannique
Cameroun français
République du Cameroun

L'Altkamerun (Vieux-Cameroun en français) était une partie de la colonie allemande du Kamerun. Il s'agissait de l'étendue que le Cameroun atteignait jusqu'à son élargissement dans le cadre du traité Maroc-Congo en 1911 ; par cet accord du 4 novembre 1911, l'Allemagne acceptait le protectorat sur le Maroc et recevait en compensation de nouveaux territoires à l'est et au sud de l'Altkamerun. La superficie de l'Altkamerun s'élevait à près de 500,000 km2. La partie ajoutée fut donc appelée Nouveau Cameroun. La colonie s'est ainsi considérablement agrandie à l'est et au sud. Une avancée territoriale allemande au nord-est du Vieux-Cameroun, appelée le bec de canard, fut en contrepartie cédée à la France. Avec la réintégration du Nouveau-Cameroun dans l'Empire colonial français après la fin de la Première Guerre mondiale, le retronyme Altkamerun devint également obsolète.
Aujourd'hui, les territoires du Vieux-Cameroun correspondent à une partie des États actuels du Cameroun, du Nigeria et du Tchad.